# Lista över svenska ångfartyg

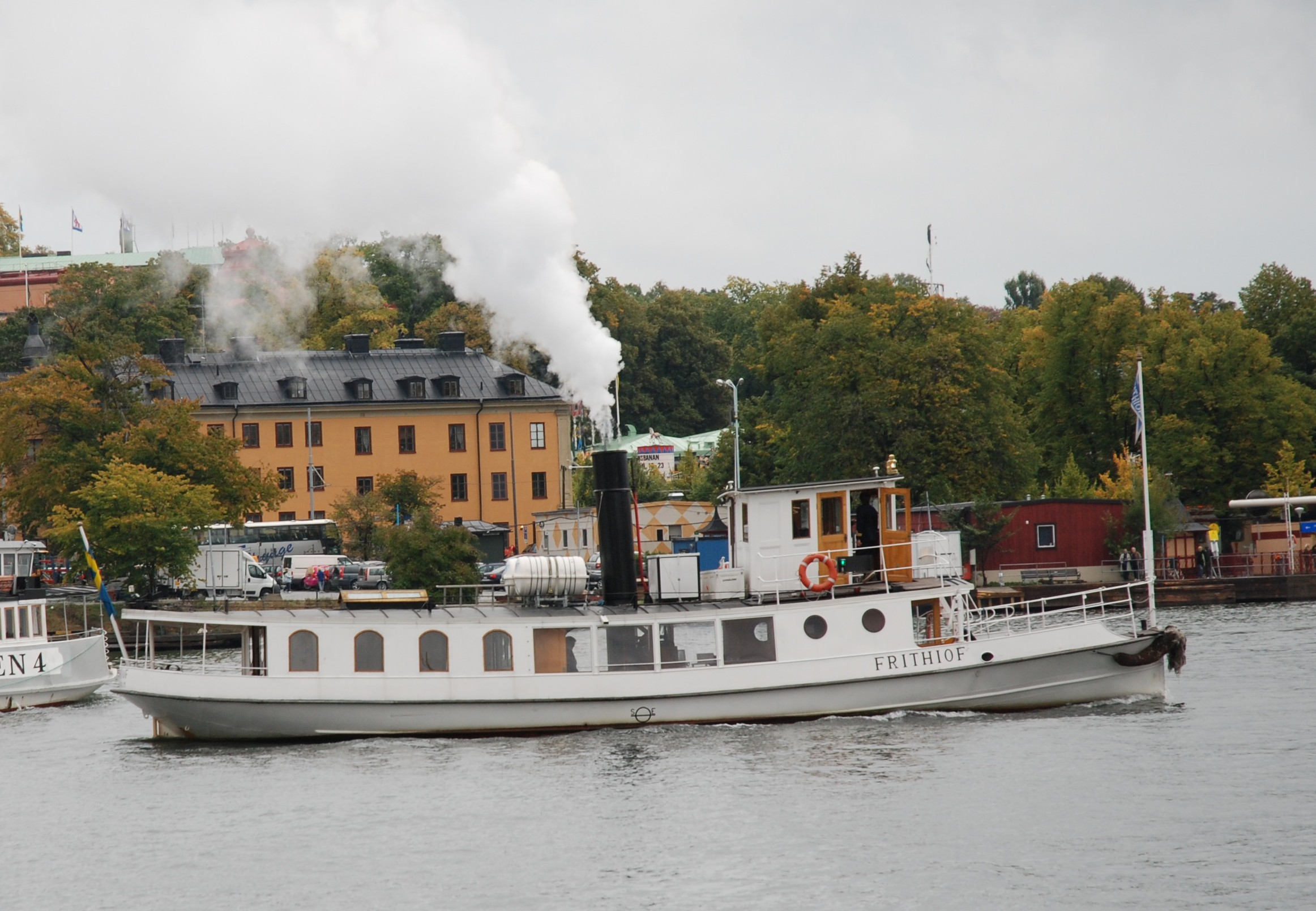
S/S Fritiof framför Skeppsholmen i Stockholm

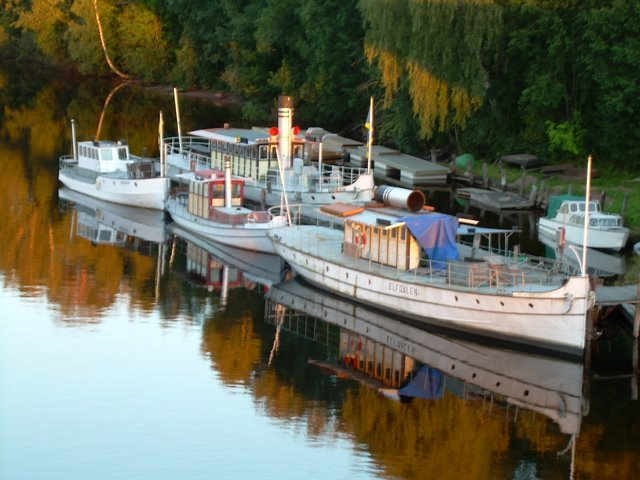
S/S Elfdalen i Leksand. S/S Göran i bakgrunden

Lista över svenska ångfartyg förtecknar ett antal ångfartyg i Sverige som fortfarande är i ångdrift.  
Det finns omkring 260 ångbåtar i Sverige, inklusive mindre fritidsbåtar. Listan tar upp 70 farkoster, varav flertalet är passagerarfartyg för turtrafik eller för uthyrning, bogserbåtar eller varpbåtar. Den är huvudsakligen baserad på tre källor: Statens Maritima Museers lista över k-märkta fartyg, Transportstyrelsens lista över traditionsfartyg och Sveriges Ångbåtsförenings Ångbåtstidtabell (2010 och framåt).
Sveriges Ångbåtsförening tar upp ett drygt hundratal ångbåtar, som inte finns redovisade i denna lista, i sin webb-publicerade förteckning över sina medlemmars ångbåtar. Många av dem är dock inte i seglationsbart skick.

## Tabell
| Namn                 | Byggnadsår | Typ                                | K-märkt fartyg | Traditionsfartyg till och med januari 2010 | SÅF:s ångbåtstidtabell 2014 |
| -------------------- | ---------- | ---------------------------------- | -------------- | ------------------------------------------ | --------------------------- |
| Agnes                | okänt      | Ångslup                            | Nej            | Nej, senast med 2013                       | Ja                          |
| Alma af Stafre       | 1873       | Passagerarfartyg                   | Nej            | Nej                                        | Ja                          |
| Björnen              | 1953       | Bogserbåt                          | Ja             | Nej                                        | Nej                         |
| Blidösund            | 1911       | Passagerarfartyg                   | Ja             | Ja                                         | Ja                          |
| Bore                 | 1894       | Isbrytare och reservfärja          | Ja             | Ja                                         | Ja                          |
| Bohuslän             | 1914       | Passagerarfartyg                   | Ja             | Ja                                         | Ja                          |
| Boxholm II           | 1904       | Passagerarfartyp                   | Nej            | Nej                                        | Ja                          |
| Bäsingen             | 1905       | Ångslup                            | Nej            | Nej                                        | Nej                         |
| Djurgården 3         | 1897       | Ångfärja                           | Ja             | Ja                                         | Ja                          |
| Domnarfvet           | 1863       | Bogser- och varpbåt                | Ja             | Nej                                        | Ja                          |
| Drottningholm        | 1897       | Ångslup                            | Ja             | Nej                                        | Ja                          |
| Djurgården 3         | 1909       | Passagerafärja                     | Ja             |                                            | Ja                          |
| Ejdern               | 1880       | Passagerarbåt                      | Ja             | Ja                                         | Ja                          |
| Elfdalen             | 1888       | Före detta varpbåt                 | Nej            | Nej                                        | Nej                         |
| Engelbrekt           | 1866       | Passagerarfartyg                   | Ja             | Ja                                         | Ja                          |
| Eric Nordevall II    | 2010       | Hjulångare                         | Nej            | Nej                                        | Ja                          |
| Ewa                  | 1931       | Ångslup                            | Nej            | Nej                                        | senast i 2009 års upplaga   |
| Ewa-lie              | 1959       | Ångslup                            | Nej            | Nej                                        | Nej                         |
| Flottisten           | 1890       | Varpbåt                            | Ja             | Nej                                        | Nej                         |
| Freja af Fryken      | 1868       | Passagerarbåt                      | Ja             | Nej                                        | Ja                          |
| Fortuna              | 1857       | Bogserbåt                          | Nej            | Nej                                        | Nej                         |
| Frithiof             | 1897       | Ångslup                            | Ja             |                                            | Ja                          |
| Fritz                | 1908       | Bogserbåt                          | Ja             | Nej                                        | Nej                         |
| Färjan 4             | 1920       | Ångfärja                           | Ja             | Ja                                         | Ja                          |
| Forsvik              | 1867       | Ångslup                            | Nej            | Nej                                        | Nej                         |
| Gerda                | 1865       | Ångslup                            | Ja             | Ja                                         | Ja                          |
| Göran                |            | Varpbåt                            | Nej            | Nej                                        | Nej                         |
| Hamfri               | 1983       | Ångbåt                             | Nej            | Nej                                        | senast i 2012 års upplaga   |
| Harge                | 1907       | Bogserbåt                          | Ja             | Nej                                        | Nej                         |
| Herbert              | 1905       | Bogserbåt                          | Ja             | Ja                                         | Ja                          |
| Kuriren              | 1874       | Bogserbåt                          | Ja             | Nej                                        | Nej                         |
| Lagaholm             | 1888       | Ångslup                            | Nej            | Nej                                        | Ja                          |
| Laxen                | 1888       | Varpbåt                            | Nej            | Nej                                        | Senast i 2009 års upplaga   |
| Mariefred            | 1903       | Passagerarfartyg                   | Ja             | Ja                                         | Ja                          |
| Moa                  | ca 1900    | Ångslup                            | Nej            | Nej                                        | Nej                         |
| Motala Express       | 1895       | Passagerarfartyg                   | Ja             | Ja                                         | Ja                          |
| Munter               | 1879       | Ångslup                            | Nej            | Nej                                        | Ja                          |
| Nalle                | 1923       | Bogserbåt                          | Ja             | Nej                                        | Nej                         |
| Nirvana              | 1950       | Före detta motorvarpbåt nu ångslup | Nej            | Nej                                        | Nej                         |
| Nocturne             | 1884       | Passagerarfartyg                   | Nej            | Nej                                        | Nej                         |
| Nordkust 4           | 1885       | Bogserbåt                          | Nej            | Nej                                        | Nej                         |
| Norrskär             | 1910       | Passagerarfartyg                   | Ja             | Nej                                        | Ja                          |
| Norrtelje            | 1900       | Passagerarfartyg                   | Ja             | Nej                                        | Nej                         |
| Nossan av Stallaholm | 1933       | Ångslup                            | Nej            | Nej                                        | Ja                          |
| Orion                | 1929       | Tjänstefartyg                      | Ja             | Nej                                        | Nej                         |
| Pikku Matti II       | okänt      | Fritidsfartyg                      | Nej            | Nej                                        | Nej                         |
| Polstjärnan          | 1928       | Passagerarfartyg                   | Ja             | Ja                                         | Ja                          |
| Primus               | 1874       | Passagerarfartyg                   | Nej            | Ja                                         | Nej                         |
| Rex                  | 1902       | Bogserbåt                          | Nej            | Nej                                        | Nej                         |
| Robert               | 1866       | Bogserbåt                          | Ja             | Nej                                        | Nej                         |
| Runn                 | 1907       | Passagerarfartyg                   | Nej            | Nej                                        | Ja                          |
| Saltsjön             | 1925       | Passagerarfartyg                   | Ja             | Ja                                         | Ja                          |
| Sankt Erik           | 1915       | Isbrytare                          | Ja             | Nej                                        | Jal                         |
| Siljan               | 1868       | Varpbåt                            | Ja             | Nej                                        | nej                         |
| Sjöfröken            | 1909       | Ångslup                            | Nej            | Nej                                        | Nej                         |
| Sprängaren           | 1918       | Bogserbåt                          | Ja             | Nej                                        | Nej                         |
| Stjärn               | 1955       | Ångslup                            | Ja             | Nej                                        | Senast 2012 års upplaga     |
| Stimmaren            | 1993       | Ångslup                            | Nej            | Nej                                        | Nej                         |
| Stockvik             | 1930       | Bogserbåt                          | Nej            | Nej                                        | Nej                         |
| Stockholm            | 1931       | Passagerarfartyg                   | Nej            | Nej                                        | Ja                          |
| Storskär             | 1908       | Passagerarfartyg                   | Ja             | Nej                                        | Ja                          |
| Strand               | 1890       | Bogserbåt                          | Ja             | Nej                                        | Nej                         |
| Tiffany              | 2007       | Passagerarfartyg                   | Nej            | Nej                                        | Senast 2012 års upplaga     |
| Thomée               | 1875       | Passagerarfartyg                   | Ja             | Ja                                         | Ja                          |
| Thor                 | 1887       | Ångslup                            | Nej            | Ja                                         | Ja                          |
| Tomten               | 1862       | Ångslup                            |                |                                            | Ja                          |
| Trafik               | 1892       | Passagerarfartyg                   | Ja             | Ja                                         | Ja                          |
| Tärnan av Waxholm    | 1901       | Ångslup                            | Ja             | Ja                                         | Ja                          |
| Warpen               | 1873       | Passagerarfartyg                   | Nej            | Ja                                         | Ja                          |
| Örnen                | 1903       | Bogserbåt                          | Ja             | Nej                                        | Nej                         |
| Östa                 | 1898       | Ångslup                            | Ja             | Ja                                         | Senast 2012 års upplaga     |
| Östersund            | 1874       | Passagerarfartyg                   | Ja             | Ja                                         | Ja                          |